# Navalcarnero
Navalcarnero er en by og kommune i det centrale Spanien i Madrid-regionen. Den har et indbyggertal på 32.683 (2024) indbyggere.